# Малыш (бомба)
Малыш (англ. Little Boy, дословно «маленький мальчик») — кодовое название атомной бомбы, разработанной в рамках Манхэттенского проекта. На разработку бомбы в течение 3 лет было потрачено 3 миллиона долларов. Первая удачно взорванная урановая бомба и  применённая в военных действиях атомная бомба: 6 августа 1945 года она была сброшена американским бомбардировщиком «Enola Gay» на японский город Хиросима.

## Конструкция
1броневая плита
2электрозапалы Марк-15
3казённая часть орудийного ствола с заглушкой
4мешочки с кордитом
5труба усиления ствола
6стальной задник снаряда
7поддон снаряда из карбида вольфрама
8кольца из урана-235
9выравнивающий стержень
10бронированная труба с электропроводкой
11порты барометрических датчиков
12электроразъёмы
13орудийный ствол калибра 6,5 дюймов
14разъёмы предохранителя
15такелажная серьга
16адаптер мишени
17антенны радиовысотомера
18рукав из карбида вольфрама
19мишень из урана-235
20полониево-бериллиевые инициаторы
21заглушка из карбида вольфама
22наковальня
23рукав мишени из стали К-46
24носовая заглушка диаметром 15 дюймов
|  |

Принцип работы.
,
,
,

Бомба длиной 3 метра и диаметром 71 сантиметр весила 4,4 тонны. Уран для её начинки был добыт в Бельгийском Конго (ныне Демократическая Республика Конго), в Канаде (Большое Медвежье озеро) и в США (штат Колорадо).
В отличие от большинства современных бомб, сделанных по имплозивному принципу, «Малыш» был бомбой пушечного типа — простой в расчёте и изготовлении, а главное — отказоустойчивой (по этой причине точные чертежи бомбы до сих пор засекречены). За это пришлось заплатить низким КПД.
Ядерное топливо обладает критической массой: докритическое количество урана просто радиоактивно, сверхкритическое — вызывает цепную ядерную реакцию, сопровождающуюся взрывом. Цепная реакция в топливе критической массы может начаться самопроизвольно, но в «Малыше» использовался поток нейтронов, который и вызывал первоначальное деление ядер. При делении ядра сами испускают нейтроны, вызывающие новый «виток» реакции. При слабом потоке нейтронов и плохой «герметизации» происходит так называемый пшик — масса быстро падает ниже критической, и цепная реакция прекращается. Необходимо быстро довести топливо до сверхкритического состояния и как можно дольше удержать его в этом состоянии, не дав разлететься раньше времени. В «Малыше» эта задача была решена следующим образом: основной деталью бомбы был обрезанный ствол флотской пушки, на дульном конце которого находились мишень в виде уранового цилиндра и бериллий-полониевый инициатор, а в казённой части ствола — кордитный порох и снаряд из карбида вольфрама, к головной части которого была прикреплена труба из урана. Выстрел из такой «пушки» с большой скоростью «надевал» эту трубу на цилиндр, доводя массу делящегося вещества до сверхкритической. Одновременно инициатор сжимался, поток нейтронов от него многократно увеличивался, вызывая ядерный взрыв; инерция масс ствола и давление пороховых газов некоторое время сдерживали урановые части от разлёта.
Бомба содержала 64 килограмма чрезвычайно дорогого высокообогащённого урана (около 90 % U235), из них около 700 граммов (или чуть более 1 %) непосредственно участвовало в цепной ядерной реакции. Дефект массы в ходе ядерной реакции составил около 600 миллиграммов — такое количество материи превращалось в энергию, что по формуле Эйнштейна {\displaystyle E=mc^{2}} соответствует энергии взрыва от 13 до 18 тысяч (по разным оценкам) тонн тротила.
Был использован укороченный до 1,8 м ствол морского орудия калибра 16,4 см (6,5"). «Мишень» представляла собой урановый цилиндр диаметром 100 мм и массой 25,6 кг, на который при «выстреле» орудия «надевался» «снаряд» в виде цилиндрической трубы из урана массой 38,5 кг. Такая неочевидная конструкция служила для снижения нейтронного фона мишени: в ней она находилась не вплотную, а на расстоянии 59 мм от нейтронного отражателя («тампера»). В свою очередь, «снаряд» содержал более одной критической массы урана — но избегал цепной реакции за счёт разнесённых кольцевых стенок и отсутствия вплоть до выстрела нейтронных отражателей со всех сторон, кроме донышка. Благодаря этим предосторожностям вероятность «пшика» снижалась до нескольких процентов.
Несмотря на низкий коэффициент полезного действия, радиоактивное загрязнение от взрыва было невелико, так как взрыв производился на высоте 600 метров над землёй, а сам непрореагировавший уран является слаборадиоактивным по сравнению с продуктами ядерной реакции. Взрыватели в бомбу вставлялись непосредственно в бомбоотсеке самолёта через 15 минут после взлёта, чтобы свести до минимума опасность последствий неудачного взлёта. При этом существовала вероятность, что бомба может сработать нештатно.

### Взрыватели

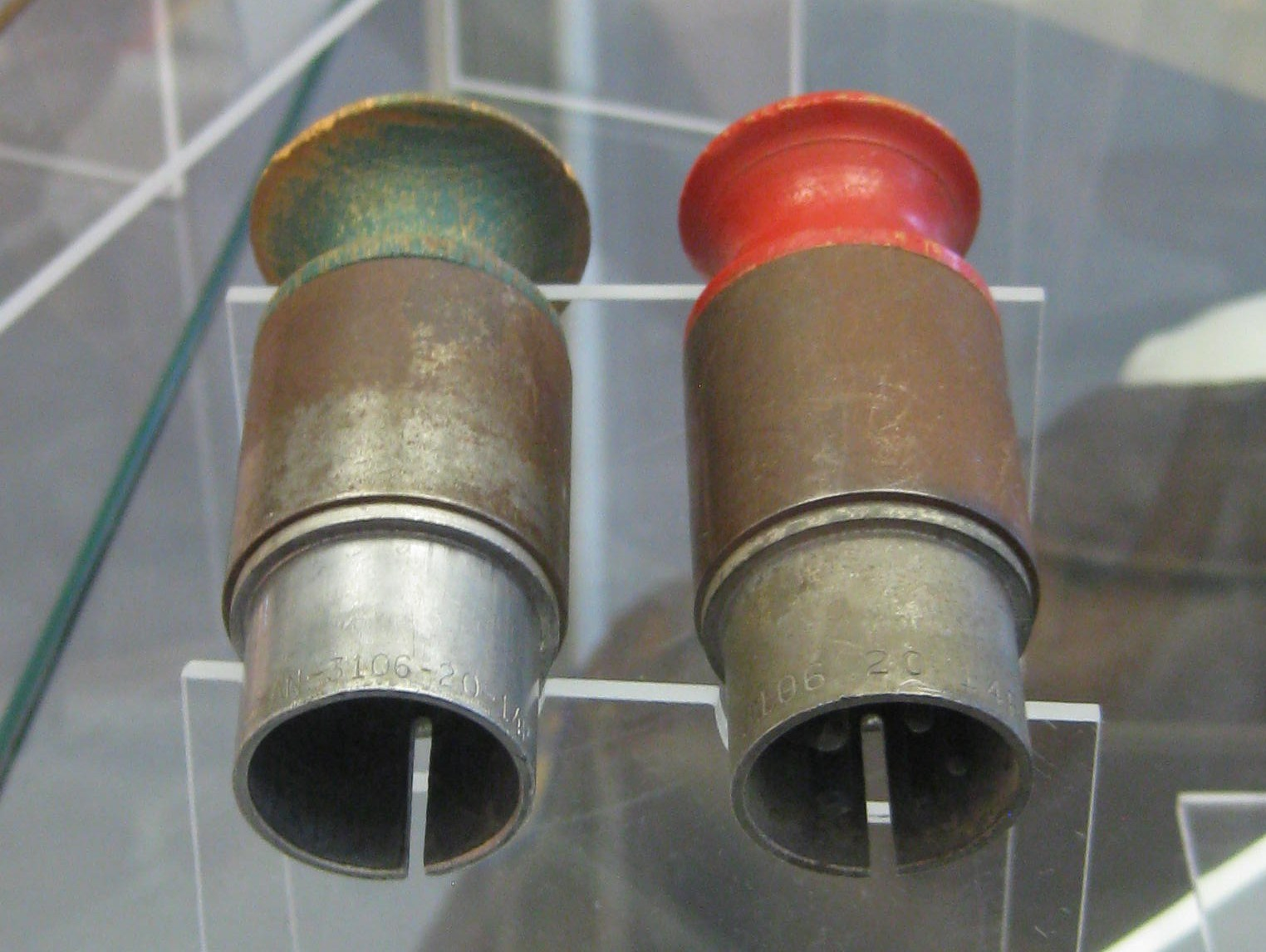
Предохранительные заглушки «Малыша» в экспозиции Национального музея воздухоплавания и астронавтики.

Система подрыва была разработана в расчёте на срабатывание на высоте, при которой разрушения были бы максимальными; по расчётам, она составляла 1900 футов (580 м). Система имела три ступени:
- Таймер предотвращал взрыв бомбы на протяжении первых 15 секунд после сброса — четверти от расчётного времени падения — с целью недопущения повреждения самолёта-носителя. При сбросе бомбы разъединялись электрические разъёмы, связывающие её с самолётом; бомба переходила на питание от встроенной 24-вольтовой батареи, тем самым запуская таймер. Через 15 секунд свободного падения, когда бомба удалялась на расстояние 3600 футов (1100 м) от самолёта, включались радиовысотомеры; следующей блокировкой становилась барометрическая ступень.[1]
- Назначение барометрической ступени состояло в блокировке сигнала от радиовысотомеров до достижения бомбой расчётной высоты. Одна из стенок коробки, в которой поддерживался вакуум, выполненная в виде тонкой металлической мембраны, деформировалась атмосферным давлением по мере его увеличения с падением бомбы. Барометрическая ступень не считалась достаточно точной (поскольку атмосферное давление зависит от местных погодных условий), и выполняла задачу «грубого» измерения высоты. На высоте порядка 2000 метров (6600 футов) прогнувшаяся мембрана замыкала цепь прохождения сигнала от радиовысотометров. Эта ступень была включена в конструкцию из опасения, что бомба может взорваться чересчур рано из-за случайного радиосигнала.[1]
- Для определения точной высоты взрыва использовалось не менее двух радиовысотомеров, которые представляли собой модифицированные радары APS-13, обычно использовавшиеся для предупреждения пилотов бомбардировщиков о нахождении самолётов в их задней полусфере. При их срабатывании цепь замыкалась, подрывая три навески пороха BuOrd Mk15, Mod 1 в казённой части орудийного ствола, которые, в свою очередь, подрывали четыре шёлковых мешочка, содержавших по 2 фунта (0,9 кг) кордита. Пороховые газы разгоняли урановый снаряд навстречу мишени со скоростью, достигавшей к концу ствола 300 метров в секунду. Примерно через 10 миллисекунд начиналась цепная реакция, длившаяся менее одной микросекунды.[1]